# دولنی یوروتسی
دولنی یوروتسی (به بلغاری: Dolni Yurutsi) یک منطقهٔ مسکونی در بلغارستان است که در شهرستان کروموفگراد واقع شده‌است.